# حسين قشلاقي حاج خواجة لو
حسين‌ قشلاقي حاج‌ خواجة لو هي قرية في مقاطعة بارس أباد، إيران. عدد سكان هذه القرية هو 256 في سنة 2006.